# 영원산성 전투
영원산성 전투(領願山城戰鬪)는 임진왜란 초기 원주 목사 김제갑이 강원도로 쳐들어오는 왜군에 대항해 영원산성에서 벌인 항전으로 군민 모두가 항전하여 시간을 벌었기 때문에 강원도 지역 중 유일하게 원주 백성들만이 무사히 대피할 수 있었다.

## 배경
원주 목사 김제갑은 1592년 1월 3일(1591년 음력 11월 19일) 68세의 늙은 나이로 부임하여 임진왜란이 일어나자 충주 탄금대 전투에 무기와 병력을 많이 지원하여 병력과 무기가 부족한 상태였다. 이때 왜 제4진 모리 요시나리는 3000명의 병력을 이끌고 동해안을 따라 북상해 삼척을 거쳐 태백산맥을 넘어 강원도 정선, 영월, 영주, 단양, 홍천, 평창 등지를 거쳐 8월 중순 원주를 향하고 있었다. 이에 김제갑은 원주에서 동쪽으로 30리 떨어진 치악산 남쪽 기슭 영원산성으로 군민 4000명과 식량과 무기 한 달분을 가지고 들어갔다.

## 전투 과정
9월 28일(음력 8월 23일) 일본군이 침입해오자 김제갑은 휘하 장수 박종남에게 군사를 주어 가리평이란 곳에 매복하라고 명령했다. 그러나 박종남은 명령을 듣지 않고 냇가에서 군사들과 잠시 쉬다가 정찰을 나온 모리 요시나리의 군사들의 기습 공격을 받아 군사들만 잃고 돌아왔다. 모리는 원주를 점령하고 영원산성을 공격하기로 결정하여 총병력 3000명을 모두 이끌고 영원산성을 공격했다. 김제갑이 혈전을 벌여 활을 쏘다가 한 왜군의 총에 맞자 부장 중 오항이라는 선비가 달려와 김제갑을 부축하려하자 김제갑은 이를 거부하고 계속 활을 날리며 싸우다가 가까이 접근한 왜군의 총을 맞아 전사했다. 이어 둘째 아들 김시백이 후퇴 도중 아버지 김제갑의 시신을 거두려다가 똑같이 총에 맞아 전사했고 김제갑의 처 이씨도 남편과 아들의 전사 소식을 듣고 자살했다.

## 결과 및 영향
이 전투로 원주는 강원도의 다른 지역과는 달리 유일하게 백성을 무사히 피난시키는 데 성공했으며 적은 이 전투로 위력이 반으로 줄어 강원도에서 왜군이 합류하는 데 시간이 걸리게 되었다.

## 같이 보기
- 일본의 군사사